# Senecio arborescens
Senecio arborescens có thể là một loài thuộc chi Senecio, họ Asteraceae, tuy vậy các thông tin hiện này về nó tương đối mâu thuẫn và lỗi thời.
Theo World Conservation Union, S. arborescens là một loài bản địa của một khu vực rộng lớn từ México đến tận Colombia. John Claudius Loudon tuyên bố rằng "S. arborescens là một danh pháp đồng nghĩa của Baccharis halimifolia và là loài bản địa của Hoa Kỳ từ "Maryland tới Florida, dọc theo bờ biển nước này" trong danh lục năm 1842 về cây gỗ và cây bụi của ông và Raymond Taylor đồng ý với điều này trong danh lục năm 1952 mang tên Plants of Colonial Days (Thực vật thời kì thực dân), đồng thời cũng cho rằng loài này là bản địa của New Jersey và được John Bartram di thực tới Collinson ở Anh quốc từ Cape tháng 5 năm 1683. Một nhóm các nhà thực vật học dưới sự hướng dẫn của Hieronymum Lentzium có thể đã xếp loài này vào chi Cacalia khi họ vẽ ra một hình minh hoạ đẹp của một loài thực vật khác hẳn trong danh lục thực vật năm 1737-1745 của mình.

## Hình ảnh

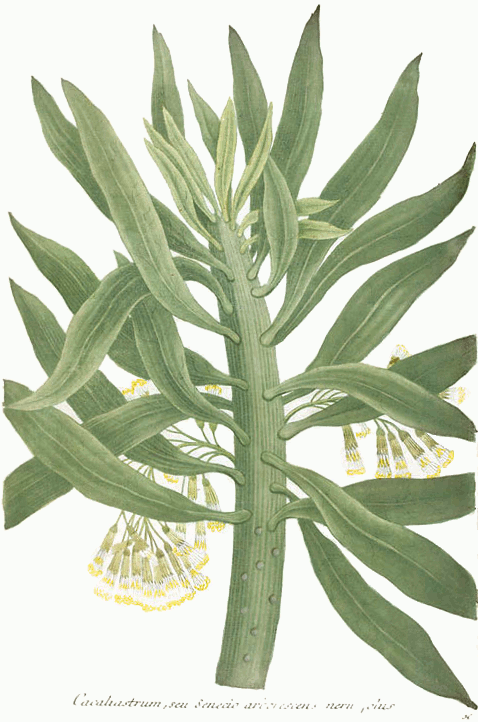
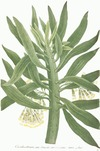